# 相对高度

1. 海洋
2. 参考椭球体
3. 局地铅垂线
4. 大陆
5. 大地水准面

垂直距离比较

相对高度是地理坐标系的垂直坐标中，一个地理位置的高度相对于一个固定参考点之上或之下的高度；最常参考的是大地水准面，它是地球的海平面的数学模型，是一个等位重力平面。
术语“相对高度”主要用于指称在地球表面上的点，而术语海拔（英語：altitude）或位势高度用于在地面之上的点，比如飞行中的航空器或在轨道上的航天器。另外，对地面之下的点则使用深度。
相对高度不可以混淆于到地球中心的距离。由于赤道隆起，珠穆朗玛峰和钦博拉索山的顶点，分别是最大相对高度和最大的地心距离。
有辞书定义相对高度为两个任意地点的垂直距离，与海拔的区别在于海拔使用的是某一地点与海平面间的垂直距离。
左眼科测量学中，高度（elevation）的定义一般是指在给定位置的给定方向上测量的角膜表面到给定参考面的距离。